# Steffen Hofmann
Steffen Hofmann (Würzburg, 9 settembre 1980) è un ex calciatore tedesco, di ruolo centrocampista.
Possiede anche il passaporto austriaco.

## Caratteristiche tecniche
Centrocampista dalle spiccate doti offensive, viene solitamente schierato nel ruolo di trequartista. È un giocatore molto amato dai tifosi.

## Carriera

### Club

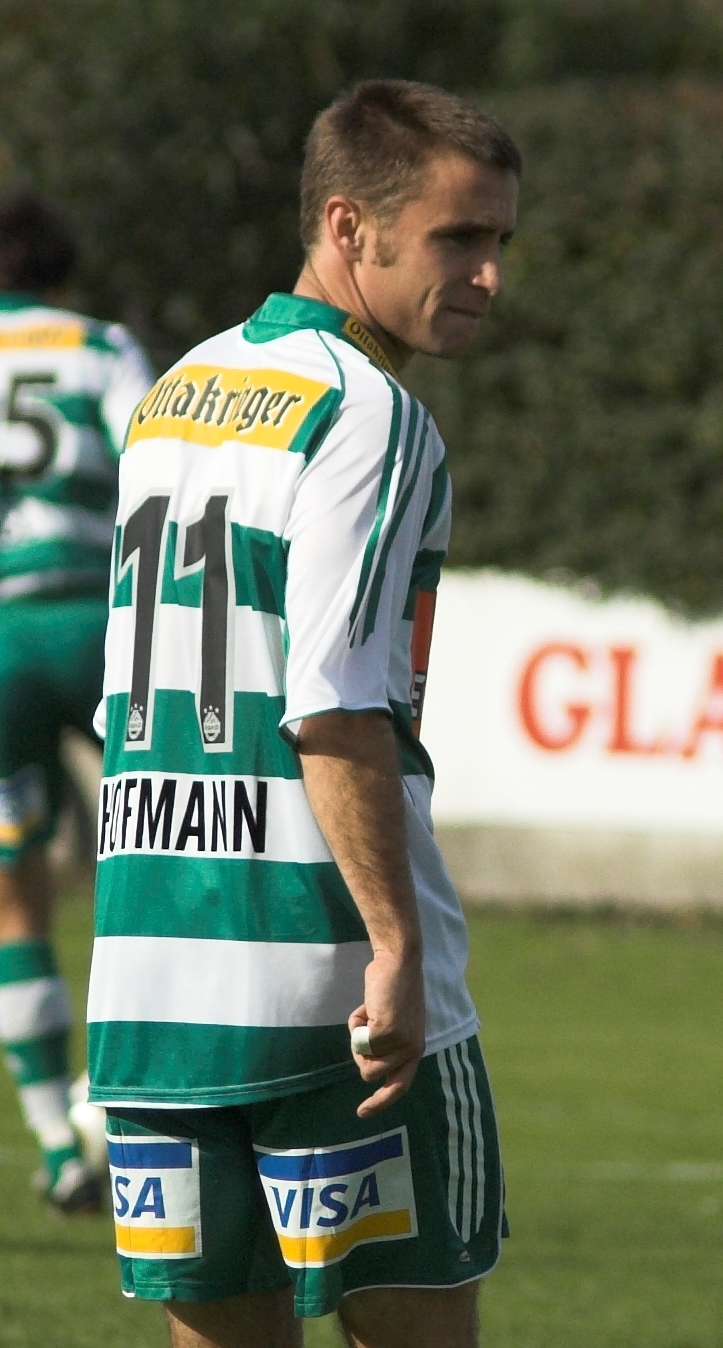

Da giovanissimo, giocò nel club della sua città, Würzburg. Poi si trasferì nelle giovanili del Bayern Monaco, nel 1996. Dopo un buon periodo nelle squadra giovanile gli venne data l'opportunità di giocare nella seconda squadra del Bayern, il Bayern Monaco II. Dopo aver segnato 12 gol in 36 presenze in seconda squadra, riuscì a debuttare in prima squadra contro il Colonia, il 27 ottobre 2001 entrando al posto di Claudio Pizarro al 90' minuto. Questa rimase l'unica presenza di Hofmann in prima squadra. Nel 2002, non trovando spazio nel Bayern, si trasferì in Austria, nel Rapid Vienna. Qui divenne rapidamente il calciatore preferito dai tifosi. Ha formato la miglior coppia di centrocampisti del campionato austriaco insieme ad Andreas Ivanschitz. Contribuì profondamente a portare il Rapid Vienna al suo 31º campionato nel 2005 e alla fase a gironi della UEFA Champions League 2005-2006.
Dopo il trasferimento di Ivanschitz al Panathinaikos e il fallimento del Rapid Vienna in Champions League, Hofmann decise di ritentare l'esperienza tedesca e nel gennaio 2006 si trasferì al Monaco 1860 ma trascorse qui solo un'infelice metà stagione.

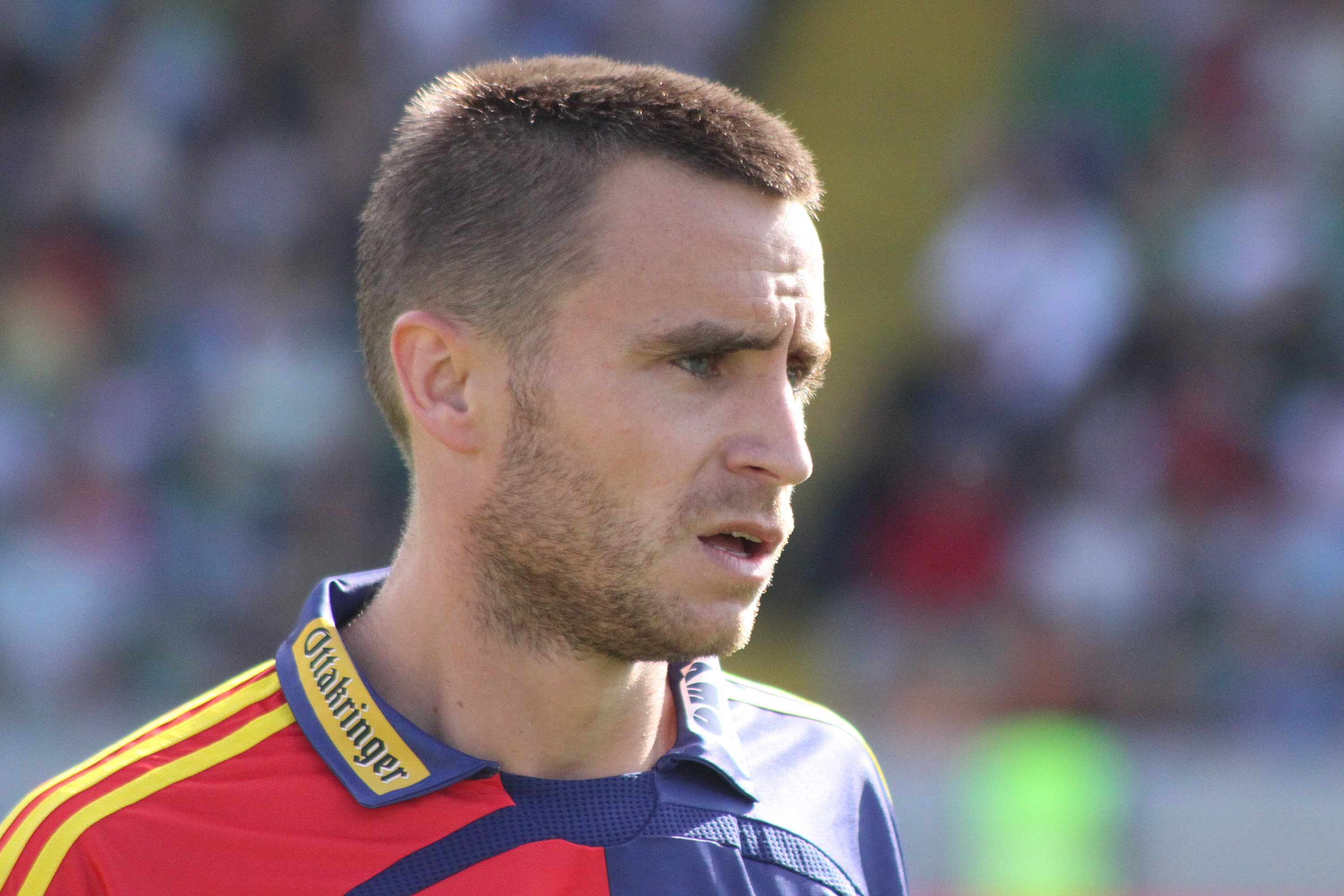
Steffen Hofmann con la divisa del Rapid Vienna

Nell'estate 2006 ritornò al Rapid Vienna. Si infortunò all'inizio della stagione 2006-2007, ma subito dopo il suo ritorno, avvenuto in ottobre, tornò ad essere il giocatore chiave del Rapid. Nella stagione 2007-2008 non saltò nemmeno una partita, segnando 10 gol in 36 presenze, tra cui uno nel 7-0 rifilato al Salisburgo. Nel 2008 gli viene assegnata la fascia di capitano. Nella stagione 2008-2009 ha collezionato 34 gettoni e 12 reti.

### Nazionale
Nel 2005 la Federazione austriaca tentò di far giocare Hofmann per la Nazionale austriaca. La FIFA però, non acconsentì, poiché il giocatore aveva già giocato nella Nazionale tedesca a livello giovanile (Under-16, 17 e 18).

## Palmarès

### Club
- Campionato austriaco: 2

Rapid Vienna: 2004-2005, 2007-2008

### Individuale
- Calciatore austriaco dell'anno: 2

2004, 2009
- Capocannoniere del Coppa Intertoto UEFA: 1

2007 (4 gol) a pari merito con Vitalij Volkov e Adékambi Olufadé
- Capocannoniere del campionato austriaco: 1

2009-2010 (21 gol)